# Mystic Quest
Ne doit pas être confondu avec Mystic Quest Legend.
Mystic Quest, originellement sorti au Japon sous le nom de Seiken Densetsu: Final Fantasy Gaiden (聖剣伝説 ～ファイナルファンタジー外伝～) et aux États-Unis d'Amérique sous le nom de Final Fantasy Adventure, est un jeu vidéo de type action-RPG développé par l'entreprise japonaise Square sous la direction de Kōichi Ishii.
Le jeu propose d'incarner un jeune gladiateur qui s'oppose au Roi Noir et à l'empire de Glaive afin de sauver l'arbre Mana, source de toute vie. Le héros est aidé durant sa quête par divers personnages dont une héroïne qui prend une place particulière dans le scénario. Le joueur contrôle l'avatar dans une vue aérienne et doit traverser les environnements, tuer les monstres et parler aux personnages afin de faire avancer le scénario. Un système de points d'expériences permet d'augmenter les caractéristiques du personnage et l'utilisation de plusieurs armes et magies accroit les possibilités de progression.
Le jeu est édité sur la console portable Game Boy en 1991 au Japon et aux États-Unis puis en 1993 en Europe dans une version intégralement traduite (anglais, français, allemand, italien). Cette version européenne a constitué l'une des toutes premières éditions de jeu vidéo de rôle japonais sur console dans cette région. À la suite du succès du jeu, Square décide de produire une suite sur Super Nintendo, Secret of Mana puis encore d'autres jeux qui s'affranchiront du nom de Final Fantasy pour se regrouper sous le nom de Seiken Densetsu au Japon ou Mana en Occident. En 2003, le jeu bénéficie d'un remake sur Game Boy Advance développé par Brownie Brown et distribué sous le nom de Sword of Mana. Un portage du jeu en couleur sort pour certains téléphones mobiles japonais en 2006. Le 16 septembre 2015, Square Enix annonce également le développement d'un remake en 3D de cette aventure, cette fois proposée sur PlayStation Vita et sur smartphones sous le nom de Adventures of Mana. Le jeu est sorti le 4 février 2016.

## Scénario
L'histoire se passe dans un monde surplombé par l'arbre Mana, duquel jaillit la Cascade source de toute vie dans le monde. L'arbre Mana resplendit de beauté lorsque les hommes sont spirituellement purs et l'eau qui coule de ses racines contribue encore plus à purifier les esprits. En revanche, lorsque l'arbre Mana est contaminé par une substance maléfique, la cascade jaillissant de ses racines se teinte de malfaisance. Elle incite alors les hommes au mal et leur énergie négative remonte vers l'arbre, rendant son existence encore plus maléfique. C'est un cercle vicieux qui continue jusqu'à la destruction du monde.
L'empire de Vandole utilisa jadis la puissance de Mana à des fins maléfiques, mais ses projets furent contrecarrés par les chevaliers Gemme. Cependant, l'empire de Glaive, une nouvelle puissance dirigé par le Roi Noir et le sorcier Julius, veut à nouveau s'emparer du pouvoir de l'arbre Mana.
Le protagoniste du jeu est un jeune esclave qui combat chaque jour pour le bon plaisir du Roi Noir. Un jour, en réintégrant les quartiers des esclaves après avoir tué un monstre, notre héros trouve son seul ami, Willy, agonisant. Willy était lui aussi un guerrier qui avait pénétré dans le château de Glaive et avait été capturé par Julius. Dans son dernier souffle, Willy lui affirme que l'arbre Mana est en danger, et qu'il doit trouver un chevalier Gemme du nom de Bogard. Dans sa quête, le héros fait la connaissance du personnage principal féminin, qui va le suivre tout au long de sa quête.

## Système de jeu
Le jeu se présente sous la forme d'un action-RPG dans une vue en 2D plongeante. Le joueur peut déplacer le héros dans quatre directions à l'aide de la croix directionnelle. Le bouton A permet de frapper avec une arme et le bouton B permet d'utiliser un sort ou un objet préalablement sélectionné dans l'inventaire. Le joueur doit parcourir le monde, parler aux personnages, accomplir des quêtes ou trouver des objets afin de faire avancer le scénario. Des donjons infestés de monstres parsèment l'aventure.
Le jeu inclut de nombreuses mécaniques de RPG. À chaque coup porté sur un ennemi, le héros gagne un certain nombre de points d'expérience qui dépend de la force de l'ennemi en question. Au bout d'une somme prédéfinie de points d'expérience acquis, le héros gagne un niveau. À ce moment, le joueur peut décider d'augmenter l'une des quatre caractéristiques du héros (dans la mesure où les disparités ne sont pas trop importantes), lui permettant de choisir en partie la manière dont il va jouer par la suite. Le héros dispose de divers équipements. Les pièces d'armures ou les armes peuvent être achetés dans les villages ou trouvés dans les donjons. L'intérêt étant de se procurer et d'équiper les meilleures armes et armures afin d'accroitre la puissance de son personnage.
Au cours de l'aventure, le joueur découvrira six types d'armes (épée, étoile, fléau, hache, faucille et lance) et pourra apprendre huit sorts magiques, généralement gardés par des boss. Chaque type d'ennemi du jeu est plus ou moins résistant à chaque type d'arme ou de sort offensif. Certaines armes ou objets obtenus au cours de l'aventure permettent de passer des obstacles auparavant infranchissables (la pioche permet de détruire les rochers, la hache permet de couper les arbres etc.), obligeant le joueur à observer les décors et revenir dans d'anciennes zones afin de progresser.
L'inventaire des objets, accessible via le menu, permet de stocker divers objets dont des objets de soin augmentant les points de vie ou régénérant les points de magie, des clés permettant d'ouvrir les portes closes des donjons ou des objets uniques indispensables à la progression.
L'une des particularités du système de combat est l'intégration d'une jauge au bas de l'écran simulant la puissance des attaques. Celle-ci se remplit lorsqu'aucun coup n'est porté. Plus la jauge est élevée, plus le coup est puissant. Lorsque la jauge est pleine, le héros lance une attaque spéciale très puissante qui dépend du type d'arme porté.
Lors de certaines séquences, un personnage non-joueur, contrôlé automatiquement, accompagne le héros et l'aide à progresser, en l'aidant à affronter ses ennemis et en lui fournissant une aide.
- Héroïne : ne combat pas et soigne lentement les points de vie perdus
- Bogard : combat à l'épée et donne des conseils quant à l'utilisation optimale des armes
- Mage rouge : lance des boules de feu et donne des conseils quant à l'utilisation de la pioche tout en soignant le poison.
- Watts : combat à la hache et propose d'acheter de l'équipement
- Amanda : combat à la dague, et libère le héros de la pétrification
- Lester : combat à l'arc et peut changer la musique du jeu
- Chocobo : ne combat pas ; si le héros monte sur son dos, il peut se déplacer à grande vitesse et ne se fait pas blesser par les adversaires. Il est également capable de guérir de l'anémie. Plus tard dans l'histoire, il est capable de marcher sur l'eau.
- Marcie : envoie des rayons et redonne les points de magie

## Développement et édition
En 1987, Square dépose la marque 聖剣伝説 The Emergence of Excalibur (Seiken Densetsu: The Emergence of Excalibur, littéralement « La Légende de l'épée sacrée : L'Apparition d'Excalibur ») pour un projet de jeu vidéo de rôle devant sortir dans l'année. Le jeu, dirigé par Kazuhiko Aoki, est prévu pour cinq disquettes du Famicom Disk System (un périphérique de la Famicom), soit l'un des plus gros jeu ayant vu le jour sur cette machine. Square achète des publicités et permet à ses clients de réserver le jeu. Mais selon une ancienne employée de Square, cet ambitieux projet n'a pas été accepté dès les débuts du développement. Dans une lettre d'excuse annonçant l'annulation du jeu envoyée par Square à ses clients en décembre 1987, l'entreprise conseille de se rabattre sur Final Fantasy, leur nouveau jeu de rôle, qui selon la lettre « est de même nature (un RPG avec un groupe de quatre personnages) ».
Après la création de Final Fantasy III Tanaka souhaite créer un jeu avec un système de combat plus interactif, sans coupure, sans un système de combat compliqué ou écran de combat séparé. Les essais ne sont cependant pas concluant lors du développement de Final Fantasy IV. Square décide alors de produire un autre jeu, Mystic Quest. En 1991, le nouveau projet de jeu de rôle pour la console portable Game Boy est confiée à une équipe de nouveaux employés sous la direction de Kōichi Ishii. Le jeu est initialement intitulé Gemma Knights. Kōichi Ishii imagine le concept et dirige la création. Goro Ohashi imagine la carte tandis que Kazuku Shibuya crée les graphismes et Satoru Yoshieda et Masaaki Saito programment le jeu. Pour son premier travail dans l'entreprise, Yoshinori Kitase rédige le scénario et œuvre en tant que coordinateur. De son côté, Kenji Itō réalise ici sa première bande-son intégrale sur un jeu vidéo. Contrairement aux deux Final Fantasy Legend (appelé SaGa au Japon) sortis sur Game Boy ou aux trois Final Fantasy de la NES créés par l'entreprise, le jeu n'inclut pas de système au tour par tour lors des combats. Il reste néanmoins un RPG : l'ensemble des dégâts infligés et dommages reçus dépendent des caractéristiques du personnages ou de son équipement qui sont visibles et qui évoluent au cours du jeu via un système d'expérience.
Square, ne souhaitant pas perdre le nom de marque Seiken Densetsu décide de renommer le jeu pour sa sortie japonaise. Le jeu est édité par Square au Japon le 8 juin 1991 sous le titre Seiken Densetsu: Final Fantasy Gaiden (聖剣伝説 ～ファイナルファンタジー外伝～). Il est traduit en anglais et édité aux États-Unis le 1er novembre 1991 par la filiale américaine de Square sous le titre de Final Fantasy Adventure. Le jeu bénéficie même d'une localisation en plusieurs langues pour le marché européen. Il sort au cours de l'année 1993 dans divers pays de cette région. Cette version s'affranchit du nom de licence Final Fantasy pour prendre le nom de Mystic Quest, un nom déjà utilisé quelques mois auparavant sur le marché américain pour le jeu Square Final Fantasy Mystic Quest sur Super Nintendo (appelé Mystic Quest Legend lors de sa sortie européenne).
Début 1998, l'entreprise japonaise Sunsoft passe un accord avec Square afin de rééditer certains de leur jeux sur Game Boy. Mystic Quest ainsi que les trois épisodes de  Final Fantasy Legend  en font partie.
Le jeu a été traduit en français par Sylvia Bomstein.

## Accueil
Le magazine français Player One semble enthousiaste lors de sa critique du jeu dans son numéro de l'été 1993. L'auteur « insiste sur la qualité des musiques et la richesse du scénario » et attribue un score global de 94 %.

## Remakes

### Sword of Mana
En 2003, le jeu bénéficie d'un remake sur Game Boy Advance sous le titre de Sword of Mana. Il est développé par le studio tokyoïte Brownie Brown et édité par Square Enix au Japon et Nintendo en Occident. À noter que ce remake s'inspire aussi beaucoup de Secret of Mana.
Le jeu est développé par des créateurs qui ont déjà travaillé activement sur différents épisodes de la série Seiken Densetsu / Mana comme les producteurs Koichi Ishii et Shinichi Kameoka, le chef de projet Takeo Ouin ou le compositeur Kenji Itō. De nombreux personnages et systèmes présents dans les épisodes suivants de la série mais absents de Mystic Quest ont été ajoutés dans ce remake comme les systèmes de sélection circulaire dans les menus, de forge, de plantation, les personnages de P'tit Cactus et Niccolo ou l'apparition d'une héroïne jouable. Le scénario aussi est amélioré, complété par des passages inédits ou plus approfondis (comme le comte vampire Lee, ou le lien de parenté entre Devius et le Chevalier Noir).

### Adventures of Mana
Adventures of Mana est un jeu vidéo d'action-RPG développé et publié par Square Enix le 4 février 2016 sur smartphone Android et iOS dans le monde entier. Une version PlayStation Vita est également  lancée le même jour au Japon et en juin 2016 en Amérique du Nord et en Europe. C'est un remake en trois dimensions du jeu Game Boy de 1991, Mystic Quest, le premier jeu de la série Mana.